# Кассандро, Томмазо
Томма́зо Касса́ндро (итал. Tommaso Cassandro; родился 9 января 2000, Доло, Италия) — итальянский футболист, защитник итальянского клуба «Комо».

## Клубная карьера
Пройдя футбольные школы «Падовы» и «Венеции», начал профессиональную карьеру в футбольном клубе «Болонья». Сыграв несколько десятков матчей за молодёжную команду, так и не смог пробиться в основой состав.
13 августа 2019 года присоединился к клубу Серии С «Новара» на правах аренды. Дебютировал в профессиональной лиге 25 августа 2019 года в матче против молодёжной команды «Ювентуса», выйдя в стартовом составе.
29 августа 2020 года перешёл в клуб «Читтаделла»; «Болонья» сохраняла право выкупа в сезоне 2022/23.
17 января 2023 Томмазо Кассандро был выкуплен итальянским клубом «Лечче». Дебютировал 19 марта в матче Серии А против «Фиорентины» (0:1), этот матч стал для него первым в Серии А и единственным в сезоне.
15 июля стало известно, что Кассандро подписал четырехлетний контракт с футбольным клубом «Комо» из Серии B.
21 августа 2024 года Кассандро отправился в аренду в клуб «Катандзаро».